# Caproni Ca.5
Caproni Ca.5 — пятый аэроплан, разработанный и построенный итальянским новатором авиации Джованни Капрони. Речь идет о биплане, лишенном фюзеляжа, с отдельным прикреплённым на ферме двигателем и стабилизатором в хвостовой части. Caproni Ca.5 выполнил несколько испытательных полетов в первой половине 1911 года.